# Muridae
Muridae é a maior família de mamíferos e pertence à ordem dos roedores. Contém mais de 650 espécies, encontradas pela Eurásia, África e Austrália. Incluem camundongos, ratazanas, gerbils, e outros parentes.
A família Muridae é dividida em cinco ou seis subfamílias e cerca de 140 gêneros.

## Classificação
- Gerbillinae
- Lophiomyinae (família Cricetidae?)
- Leimacomyinae
- Murinae
- Otomyinae (Tribo?)